# Cnemidocarpa sedata
Cnemidocarpa sedata är en sjöpungsart som först beskrevs av Sluiter 1904.  Cnemidocarpa sedata ingår i släktet Cnemidocarpa och familjen Styelidae. Inga underarter finns listade i Catalogue of Life.